# 米国総領事館パイプ弾発射事件
米国総領事館パイプ弾発射事件（べいこくそうりょうじかんパイプだんはっしゃじけん）とは、1985年1月1日に神戸市中央区で発生した爆弾テロ事件。
日本の新左翼の中核派が起こした事件である。

## 事件の概要
1985年1月1日午前5時57分頃、神戸市中央区にあった在神戸米国総領事館に向けて迫撃弾3本が発射された。3本のうち2本が総領事館の敷地内に着弾、1本が敷地外の道路上に着弾した。幸いにも人的被害はなかった。
米国総領事館近くの公園のベンチに迫撃弾発射装置が取り付けられ、そこから発射されたものであった。
事件後、「中核派革命軍」と名乗る男から各報道機関に犯行声明を出したことから、兵庫県警は中核派によるテロ事件と断定した。
事件当日の1月1日に、中曽根康弘首相の訪米が予定されており、日米同盟の強化に反対するために起こした事件であった。

## 事件が与えた影響
中核派は、1984年の大阪火炎瓶大量発射事件以降、爆発物製造技術を急速に向上させ、ついに発火装置を取り付けた「爆弾」の製造に成功したのであった。
その後も中核派は、消火器爆弾などの爆弾開発を進め、更なる爆弾テロを起こすことになった。